# متیو پشه
متیو پشه (فرانسوی: Matthieu Péché‎؛ زادهٔ ۷ اکتبر ۱۹۸۷) یک قایقران اهل فرانسه است.
از افتخارات وی میتوان به کسب مدال برنز کانو دونفره در بازی‌های المپیک تابستانی ۲۰۱۶ اشاره کرد.